# ماریا مالیبران
ماریا مالیبران (اسپانیایی: Maria Malibran‎؛ ۲۴ مارس ۱۸۰۸ – ۲۳ سپتامبر ۱۸۳۶) یک خواننده برجستهٔ اپرا و آهنگ‌ساز اهل اسپانیا بود.
صدای او «متزو سوپرانو» بود، اما آوازهای «کنترآلتو» و «سوپرانو» را هم اجرا می‌کرد و یکی از مشهورترین خوانندگان اپرا در قرن ۱۹ میلادی بود. او شخصیتی متلاطم و نمایشی گیرا در اجراهایش داشت و پس از مرگش در سن ۲۸ سالگی، به چهره‌ای افسانه‌ای مبدل شد. گزارش‌های معاصر دربارهٔ صدای او، وسعت، قدرت و انعطاف‌پذیری آن را، بی‌همتا توصیف کرده‌اند.
پدر ماریا، «مانوئل گارسیا»، که نخستین معلم آواز او هم بود، یک خوانندهٔ تنور مشهور و موردِ تحسینِ جواکینو روسینی بود، آنچنان که نقش «کنت آلمابیبا» در اپرای «آرایشگر شهر سویل» را بخاطر او خلق کرده بود.
او در سال ۱۹۳۶ و در حین تمرین بر روی صحنه، غش کرد، اما حاضر نشد تا برنامهٔ روز بعدش را در «کلیسای جامع منچستر» لغو کند و همان‌جا بود که درگذشت. جسد او پس از انجام مراسم مذهبی، به «گورستان لاکن» در بروکسل بلژیک منتقل و در آنجا به خاک سپرده شد.